# Pierre-Jérôme Lordon
Pour les articles homonymes, voir Lordon.
Pierre-Jérôme Lordon (né au Moule à la Guadeloupe le 9 février 1779, mort à Paris le 27 juillet 1838), est un polytechnicien, peintre et dessinateur français.

## Biographie

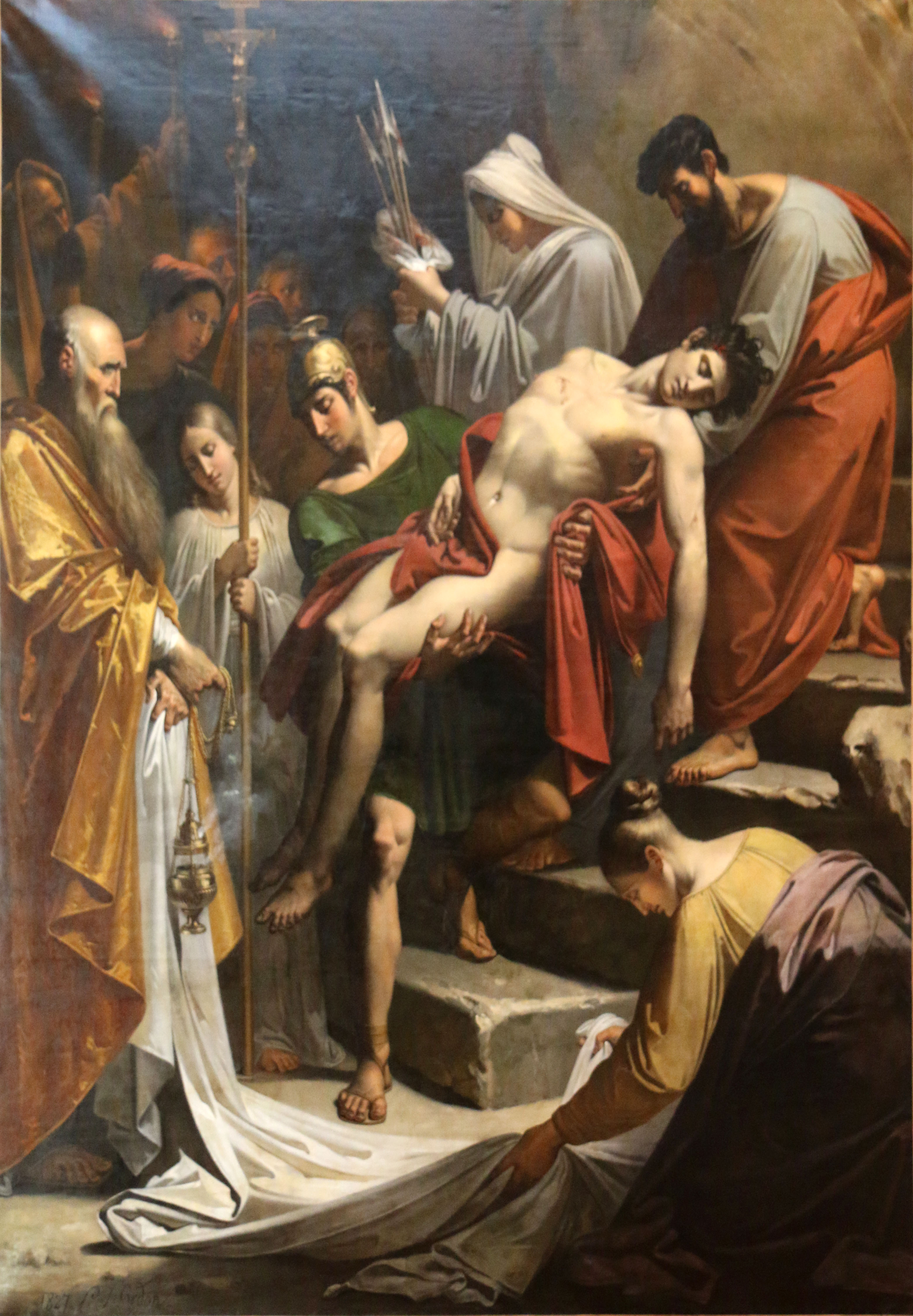
Sépulture donnée à saint Sébastien, 1827, Avignon, musée Calvet.

Fils du négociant Jean Lordon, Pierre-Jérôme Lordon nait à la Guadeloupe en 1779. Il rejoint la métropole à 13 ans et est reçu à l'École centrale des travaux publics (future École polytechnique). Il entame par la suite une courte carrière d'ingénieur géographe, puis d'artilleur en 1803 et devient sous-lieutenant.
Il démissionne ensuite de son poste pour se consacrer à la peinture. Il avait eu l'occasion de suivre les cours de dessins du peintre Neveu, et entre dans l'atelier de Pierre-Paul Prud'hon, dont il devient l'ami, et du sculpteur Lemire.
Il expose au Salon entre 1806 et 1838. Il est remarqué dès le Salon de 1808, où il reçoit une médaille d'or pour sa Communion d'Atala d'après le roman de Chateaubriand. Son Agar et son enfant renvoyés par Abraham remporte le second prix de peinture d'histoire au Salon de Bruxelles de 1811.
Au Salon de Paris de 1819, il expose Saint Marc saisi par les soldats pour être conduit au supplice, ainsi décrit dans le livret : « Saint Marc est découvert par les soldats de Néron, dans un édifice souterrain de la villa d’Alexandrie, en Égypte, et arraché de l’autel où, entouré des premiers chrétiens, il célébrait les mystères de la religion. » ; le duc Élie Decazes, natif de la Gironde, ministre du roi Louis XVIII, fait envoyer l’œuvre au musée de Libourne.
En 1830, Lordon se présente sans succès au concours organisé pour orner l'Assemblée nationale d'un grand tableau d'histoire, en présentant une esquisse sur le thème de Boissy d'Anglas saluant la tête du député Ferraud.
Il retourne en 1828 à l'École Polytechnique comme maître de dessin, fonction qu'il occupe jusqu'à sa mort en 1838.
Son fils Jean-Abel Lordon, qui a été son élève, devient également peintre.

## Œuvres

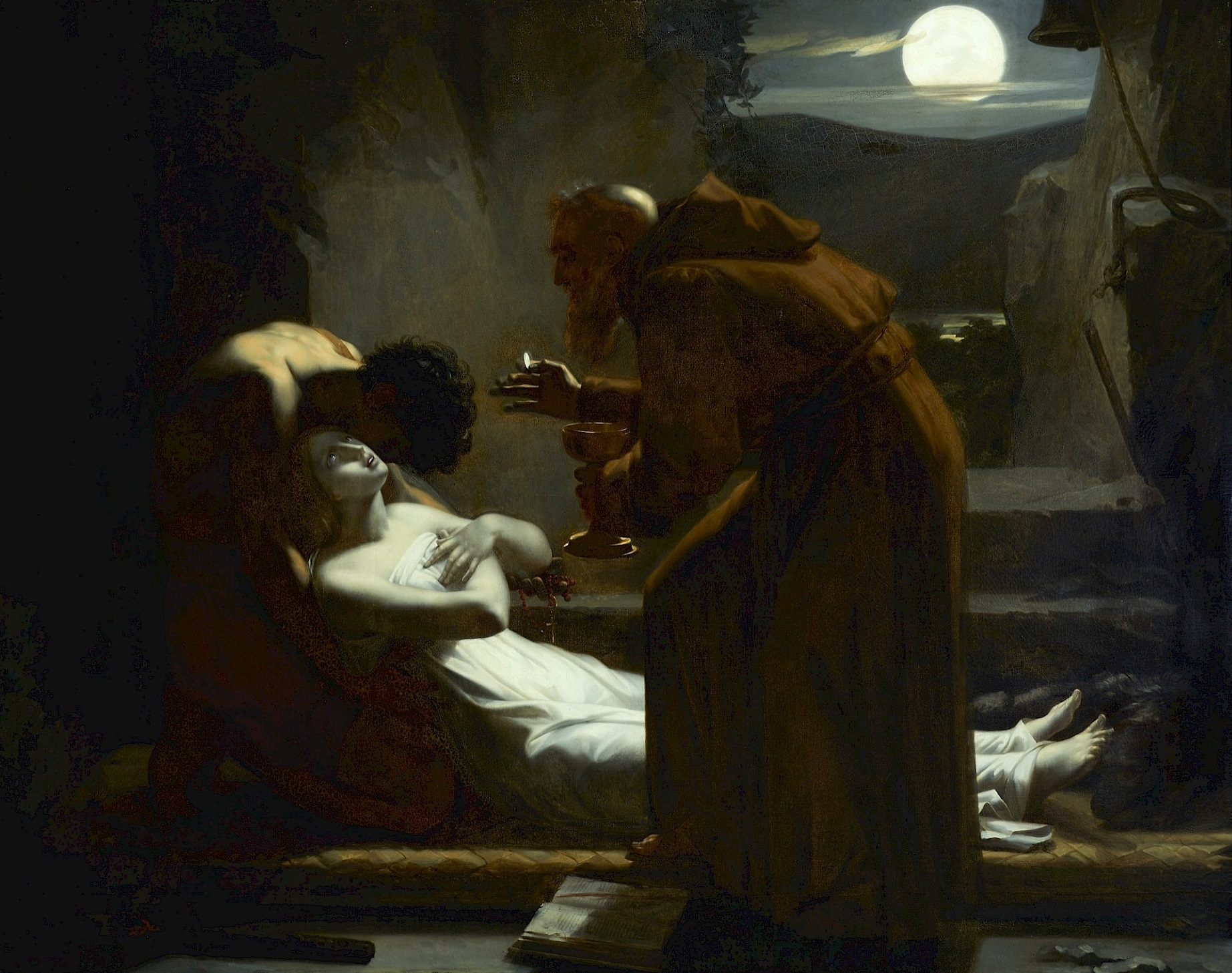
Communion d'Atala, 1808, villa Carlotta

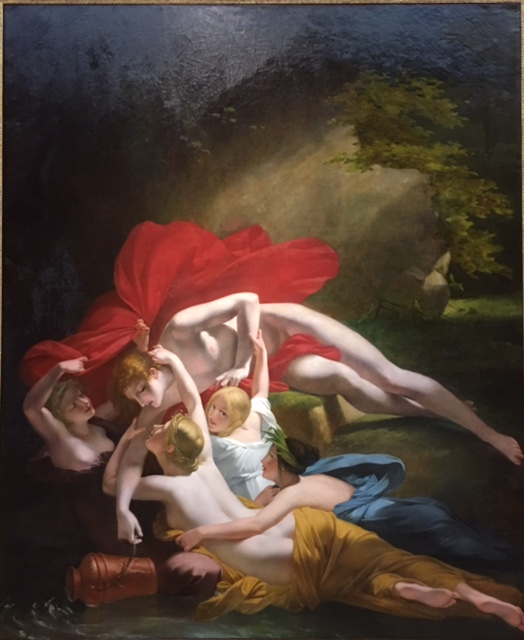
Hylas et les nymphes, 1812, Angers, musée des beaux-arts

- Communion d'Atala , 1808, huile sur toile, 204 x 257 cm, Tremezzina (Italie), Villa Carlotta, Museo e Giardino botanico ;
- Communion d'Atala, réplique du tableau du Salon de 1808, huile sur toile, 65 x 87 cm, Paris, musée de la Vie Romantique ;
- Hylas attiré par les nymphes, 1812, huile sur toile, 220 × 177 cm, Angers, musée des beaux-arts ;
- Saint Marc saisi par les soldats pour être conduit au supplice, 1819, huile sur toile, 466 × 371 cm, Libourne, musée des beaux-arts et d'archéologie[4],[5] ;
- Henri IV à la bataille de Coutras, 1820, 420 × 290 cm, Libourne, mairie ;
- Raphael présenté au Pérugin, 1820-1825, huile sur toile,  Paris, galerie la nouvelle Athènes, acquis en 2025 par les Amis du musée des Beaux-Arts de Chartres[6] ;
- Sémiramis mourante, vers 1822, huile sur toile, 325 x 268 cm, Dijon, musée des Beaux-Arts de Dijon ;
- Hylas et les nymphes (Étude), pierre noire, 23 x 18 cm, Gray (Haute-Saône), musée Baron-Martin ;
- L'amour et psyché, huile sur toile, 16 x 21 cm, dépôt du musée des Beaux-Arts de Besançon, Gray (Haute-Saône), musée Baron-Martin ;
- Saint François d'Assise devant le sultan d'Egypte, 1823, huile sur toile, 320 × 260 cm[7], Paris, église Saint-Jean-Saint-François (devenue en 1970 la Cathédrale Sainte-Croix de Paris des Arméniens) ;
- Henri IV à Libourne après la bataille de Coutras, vers 1824, huile sur toile, 41 × 54 cm, Musée national du château de Pau[8] ;
- Sépulture donnée à saint Sébastien, 1827, huile sur toile, Avignon, musée Calvet ;
- Sainte Madeleine, 1828, huile sur toile, Château de Cadillac, Cadillac-sur-Garonne ;
- Le départ de Tobie et l’ange, et Tobie guérissant son père, deux huiles sur toile 38 x 46, musée des beaux-arts de Saint-François en Guadeloupe ;
- Boissy d'Anglas saluant la tête du député Ferraud, 1830, localisation actuelle inconnue.